# Micraenidea
Micraenidea là một chi bọ cánh cứng trong họ Chrysomelidae.
Chi này được miêu tả khoa học năm 1933 bởi Laboissiere.

## Các loài
Các loài trong chi này gồm:
- Micraenidea coomani Laboissiere, 1933
- Micraenidea philippinensis Laboissiere, 1933
- Micraenidea pulchella (Laboissiere, 1933)